# Sphaeradenia pterostigma
Sphaeradenia pterostigma är en enhjärtbladig växtart som beskrevs av Gunnar Wilhelm Harling. Sphaeradenia pterostigma ingår i släktet Sphaeradenia och familjen Cyclanthaceae. Inga underarter finns listade.